# Giorgi Beridze
Giorgi Beridze (en georgià: გიორგი ბერიძე, nascut a Mestia el 12 de maig de 1997) és un futbolista professional de Geòrgia que juga d'extrem al club Nemzeti Bajnokság Újpest i a la selecció de Geòrgia .

## Trajectòria
Format a les categories inferiors del Zestaponi, Beridze va fitxar pel Dila Gori el 2013 i va debutar professionalment el 2 de maig de 2014 en una derrota per 2-1 contra el WIT Georgia a la Umaglesi Liga. Va tornar poc després al Zestaponi el 2015, abans de ser fitxat pel club Gent, de la Pro League belga, on es va incorporar al seu planter juvenil.
El gener de 2017, Beridze va ser cedit durant sis mesos al Trenčín de la Superlliga eslovaca. Va debutar contra l'Slovan de Bratislava el 25 de febrer de 2017 i va marcar el gol de l'empat. Va ampliar la cessió al Gent fins al 2020. Els seus rendiment al Trenčín va significar rebre el premi al jugador de la temporada.
Va ser cedit dues vegades més entre el 2018 i el 2020 a l'Újpest i al Lokeren, respectivament. Va marcar el seu primer gol amb el Lokeren el 26 de setembre de 2019, al primer minut del partit de la Copa de Bèlgica contra l'Antwerp, que va acabar amb una derrota per 4-2.
L'1 d'octubre de 2020, Beridze va fitxar per l'Újpest després de finalitzar contracte amb el Gent. Va debutar el 4 d'octubre, sortint de la banqueta substituint Zoltán Stieber al minut 66 i va marcar en temps afegit en una derrota per 5-1 contra el Fehérvár. Beridze va guanyar la Magyar Kupa amb l'Újpest en la seva primera temporada al club, convertint-se també en el màxim golejador del torneig amb sis gols.
Beridze va signar un contracte de dos anys amb opció a una més amb l'Ankaragücü de la Süper Lig turca el 28 de maig de 2022. Va marcar els seus primers gols amb els turcs el 4 de setembre, aconseguint dos gols en una derrota per 3-2 a casa contra el Beşiktaş .
El 12 de setembre de 2023, Beridze va signar un contracte de dos anys amb una opció per un any addicional amb el Kocaelispor de la Segona divisió turca. Només quatre dies després, va debutar amb l'equip, demostrant un impacte immediat en proporcionar la seva primera assistència tres minuts després de sortir de la banqueta al descans, col·laborant així a la victòria contra el Boluspor per 2 a 1. El 6 d'octubre, Beridze va marcar el seu primer gol oficial amb el Körfez en un empat a 1 a la lliga contra l'Erzurumspor FK.

## Selecció georgiana
Beridze va debutar amb la selecció de futbol de Geòrgia l'1 de juny de 2018 en un partit amistós contra Malta.

## Estadístiques

### Club
Actualitzat a 26 de febrer de 2025
| Club                        | Temporada     | Lliga         | Lliga   | Lliga | Copa    | Copa | Europa  | Europa | Altres  | Altres | Total   | Total |
| Club                        | Temporada     | Lliga         | Partits | Gols  | Partits | Gols | Partits | Gols   | Partits | Gols   | Partits | Gols  |
| --------------------------- | ------------- | ------------- | ------- | ----- | ------- | ---- | ------- | ------ | ------- | ------ | ------- | ----- |
| Dila Gori Geòrgia           | 2013–14       | Umaglesi Liga | 3       | 0     | 0       | 0    | —       | —      | —       | —      | 3       | 0     |
| Dila Gori Geòrgia           | 2014–15       | Umaglesi Liga | 5       | 0     | 1       | 0    | —       | —      | —       | —      | 6       | 0     |
| Dila Gori Geòrgia           | Total         | Total         | 8       | 0     | 1       | 0    | —       | —      | —       | —      | 9       | 0     |
| Zestaponi Geòrgia           | 2014–15       | Umaglesi Liga | 8       | 0     | 0       | 0    | —       | —      | —       | —      | 8       | 0     |
| Gent Bèlgica                | 2015–16       | Pro League    | 0       | 0     | 0       | 0    | 0       | 0      | —       | —      | 0       | 0     |
| Gent Bèlgica                | 2019–20       | Pro League    | 1       | 0     | 0       | 0    | 1       | 0      | —       | —      | 2       | 0     |
| Gent Bèlgica                | 2020–21       | Pro League    | 0       | 0     | 0       | 0    | 0       | 0      | —       | —      | 0       | 0     |
| Gent Bèlgica                | Total         | Total         | 1       | 0     | 0       | 0    | 1       | 0      | —       | —      | 2       | 0     |
| Trenčín (cessió) Eslovàquia | 2016–17       | Super Liga    | 12      | 4     | 1       | 0    | —       | —      | —       | —      | 13      | 4     |
| Trenčín (cessió) Eslovàquia | 2017–18       | Super Liga    | 26      | 5     | 1       | 0    | 4       | 2      | 2       | 1      | 33      | 8     |
| Trenčín (cessió) Eslovàquia | Total         | Total         | 38      | 9     | 2       | 0    | 4       | 2      | 2       | 1      | 46      | 12    |
| Újpest (cessió) Hongria     | 2018–19       | NB I          | 27      | 4     | 3       | 1    | 0       | 0      | —       | —      | 30      | 5     |
| Lokeren (cessió) Bèlgica    | 2019–20       | Pro League    | 20      | 6     | 1       | 1    | —       | —      | —       | —      | 21      | 7     |
| Újpest Hongria              | 2020–21       | NB I          | 25      | 10    | 7       | 6    | —       | —      | —       | —      | 32      | 16    |
| Újpest Hongria              | 2021–22       | NB I          | 27      | 8     | 5       | 3    | 2       | 1      | —       | —      | 34      | 12    |
| Újpest Hongria              | 2024–25       | NB I          | 2       | 0     | 1       | 1    | —       | —      | —       | —      | 3       | 1     |
| Újpest Hongria              | Total         | Total         | 54      | 18    | 13      | 10   | 2       | 1      | —       | —      | 69      | 29    |
| Ankaragücü Turquia          | 2022–23       | Süper Lig     | 29      | 4     | 2       | 0    | —       | —      | —       | —      | 31      | 4     |
| Ankaragücü Turquia          | 2023–24       | Süper Lig     | 1       | 0     | 0       | 0    | —       | —      | —       | —      | 1       | 0     |
| Ankaragücü Turquia          | Total         | Total         | 30      | 4     | 2       | 0    | —       | —      | —       | —      | 32      | 4     |
| Kocaelispor Turquia         | 2023–24       | 1. Lig        | 9       | 2     | 0       | 0    | —       | —      | —       | —      | 9       | 2     |
| Total Carrera               | Total Carrera | Total Carrera | 195     | 43    | 22      | 12   | 7       | 3      | 2       | 1      | 226     | 59    |

1. 1 2  Appearances in UEFA Europa League
2. ↑  Appearances in Slovak Super Liga European play-offs
3. ↑  Appearances in UEFA Europa Conference League

### Internacional
Actualitzat a 22 de juliol de 2025
| Selecció Nacional | Any   | Partits | Gols |
| ----------------- | ----- | ------- | ---- |
| Georgia           | 2018  | 2       | 0    |
| Georgia           | 2021  | 2       | 0    |
| Georgia           | 2022  | 2       | 1    |
| Georgia           | 2023  | 2       | 0    |
| Georgia           | 2025  | 2       | 0    |
| Total             | Total | 10      | 1    |

## Palmarès
Újpest
- Cupa Magyar: 2020–21[16]

Individual
- Màxim golejador de la Cupa Magyar : 2020-21